# Henry Boynton Smith
Henry Boynton Smith (21 de noviembre de 1815 - 7 de febrero de 1877) fue un teólogo norteamericano, nacido en Portland, Maine.
De la escuela antigua de la Nueva teología inglesa, Smith fue uno de los más importantes líderes de los presbíteros de la nueva escuela. 